# Lijst van voetbalinterlands Chili - Portugal
Deze lijst van voetbalinterlands is een overzicht van alle officiële voetbalwedstrijden tussen de nationale teams van Chili en Portugal. De landen speelden tot op heden vier keer tegen elkaar. De eerste ontmoeting, een wedstrijd tijdens de Olympische Zomerspelen 1928, werd gespeeld in Amsterdam (Nederland) op 27 mei 1928. Het laatste duel, een halve finale van de FIFA Confederations Cup 2017, vond plaats op 28 juni 2017 in Kazan (Rusland).

## Wedstrijden
| № | Plaats    | Datum         | Competitie                   | Wedstrijd        | Uitslag |
| - | --------- | ------------- | ---------------------------- | ---------------- | ------- |
| 1 | Amsterdam | 27 mei 1928   | OS 1928                      | Chili – Portugal | 2 – 4   |
| 2 | Recife    | 18 juni 1972  | Vriendschappelijk            | Chili – Portugal | 1 – 4   |
| 3 | Leiria    | 26 maart 2011 | Vriendschappelijk            | Portugal – Chili | 1 – 1   |
| 4 | Kazan     | 28 juni 2017  | FIFA Confederations Cup 2017 | Portugal – Chili | 0 – 0   |

## Samenvatting
| Competitie              | Totaal gespeeld | Winst Chili | Gelijk | Winst Portugal | Doelsaldo Chili – Portugal |
| ----------------------- | --------------- | ----------- | ------ | -------------- | -------------------------- |
| FIFA Confederations Cup | 1               | 0           | 1      | 0              | 0 − 0                      |
| Olympische Spelen       | 1               | 0           | 0      | 1              | 2 – 4                      |
| Vriendschappelijk       | 2               | 0           | 1      | 1              | 2 – 5                      |
| Totaal                  | 4               | 0           | 2      | 2              | 4 – 9                      |

Wedstrijden bepaald door strafschoppen worden, in lijn met de FIFA, als een gelijkspel gerekend.

## Details

### Eerste ontmoeting
| Olympische Spelen (Amsterdam, Nederland, 27 mei 1928): |              | |
| Chili | 2 – 4        | Portugal |
| Guillermo Saavedra 14' Alejandro Carbonell 30' | goals        | 38' Vítor Silva 40' Pepe 50' Pepe 63' Valdemar Mota                                                                                            |
| Frank Powell | bondscoach   | Cândido de Oliveira |
| Juan Ibacache Ernesto Chaparro Víctor Morales Arturo Torres Guillermo Saavedra Humberto Contreras Alejandro Carbonell Carlos Schneeberger Guillermo Subiabre Miguel Olguín Óscar Alfaro | opstellingen | António Roquete Carlos Alves Jorge Vieira Tamanqueiro Augusto Silva César De Matos Valdemar Mota Pepe Vítor Silva Armando Martins José Martins |

### Tweede ontmoeting
| Vriendschappelijk (Recife, Brazilië, 18 juni 1972): |              | |
| Chili | 1 – 4        | Portugal |
| Carlos Caszely 56' | goals        | 6' Joaquim Antonio Dinis 14' Humberto Coelho 54' Joaquim Antonio Dinis 71' Eusébio                                                                                                  |
| Luis Alamos | bondscoach   | José Augusto |
| Leopoldo Vallejos Juan Machuca Guillermo Azócar Raúl Angulo Antonio Arias Francisco Valdés ??' Alfonso Lara Eduardo Peralta Carlos Caszely Julio Crisosto ??' Alberto Fouilloux | opstellingen | Rodrigues José Henrique Humberto Coelho Arthur Manuel Correia Messias Timula Augusto Matine Fernando Peres 46' Jaime Graça Toni 67' Joaquim Antonio Dinis Eusébio Rui Manuel Jordão |
| Manuel Gaete ??' Rogelio Farías ??' | wissels      | 46' Adolfo Calisto 67' Gomes Baptista Nené |

### Derde ontmoeting
| Vriendschappelijk (Leiria, Portugal, 26 maart 2011): |              | |
| Portugal | 1 – 1        | Chili |
| Silvestre Varela 16' | goals        | 41' Matías Fernández |
| Paulo Bento | bondscoach   | Claudio Borghi |
| Rui Patrício Fábio Coentrão João Pereira 40' Ricardo Carvalho 46' Rolando Carlos Martins 71' João Moutinho Nani 84' Raul Meireles Silvestre Varela 61' Hélder Postiga 81' | opstellingen | Claudio Bravo Pablo Contreras Gonzalo Jara Carlos Carmona Gary Medel 82' Mauricio Isla Arturo Vidal Waldo Ponce Matías Fernández Alexis Sánchez 66' Jean Beausejour |
| Sílvio 40' Pepe 46' Ricardo Quaresma 61' Paulo Machado 71' Hugo Almeida 81' Danny 84'                                                                                     | wissels      | 66' Gonzalo Fierro 82' Fabián Orellana |
| Fábio Coentrão 56' | gele kaarten | |

### Vierde ontmoeting
| Halve finale FIFA Confederations Cup 2017 (scheidsrechter Alireza Faghani, Kazan, Rusland, 28 juni 2017):                                                         |                     | |
| Portugal | 0 – 0 (n.v.)        | Chili |
| Ricardo Quaresma João Moutinho Nani | strafschoppen 0 – 3 | Arturo Vidal Charles Aránguiz Alexis Sánchez |
| Fernando Santos | bondscoach          | Juan Antonio Pizzi |
| Rui Patrício Cédric Soares Bruno Alves José Fonte Eliseu Bernardo Silva 83' Adrien Silva 102' William Carvalho André Gomes 116' André Silva 76' Cristiano Ronaldo | opstellingen        | Claudio Bravo 120' Mauricio Isla Gary Medel Gonzalo Jara Jean Beausejour Marcelo Díaz Charles Aránguiz 112' Pablo Hernández Arturo Vidal 86' Eduardo Vargas Alexis Sánchez |
| Nani 76' Ricardo Quaresma 83' João Moutinho 102' Gelson Martins 116'                                                                                              | wissels             | 86' Martín Rodríguez 112' Francisco Silva 120' José Fuenzalida |
| William Carvalho 32' André Silva 43' José Fonte 96' Bruno Alves 111' Cédric Soares 115'                                                                           | gele kaarten        | 23' Gonzalo Jara 51' Pedro Pablo Hernández |